# Petrer
Petrer község Spanyolországban, Alicante tartományban. Lakosainak száma 34 076 fő (2024). Petrer Agost, Sax, Castalla, Monforte del Cid, Novelda és Elda községekkel határos.

## Népesség
A település lakosságának változását az alábbi diagram mutatja:
| Lakosok száma | 29 567 | 31 919 | 33 026 | 34 523 | 34 726 | 34 754 | 34 533 | 34 276 | 34 009 | 34 076 |
|               | 2001   | 2004   | 2006   | 2009   | 2011   | 2014   | 2016   | 2019   | 2021   | 2024   |